# Alien: Isolation
Alien: Isolation är ett sneak 'em up-survival horror-spel som utvecklades av The Creative Assembly och gavs ut av Sega den 7 oktober 2014. Spelet är baserat på science-fictionfilmserien Alien.
Spelet utspelar sig år 2137, 15 år efter händelserna i filmen Alien. Spelaren tar rollen som Amanda Ripley, som försöker leta efter sin försvunna mamma Ellen Ripley. Amanda fördes till rymdstationen Sevastopol för att hitta färdregistratorn till Nostromo. Rymdstationen har dock blivit angripen av en alien.
Spelet använder sig av en internt utvecklad spelmotor.